# Влаходимос, Одиссеас
Одиссе́ас Влаходи́мос (греч. Οδυσσέας Βλαχοδήμος; род. 26 апреля 1994[…], Штутгарт) — немецкий и греческий футболист, вратарь клуба «Ньюкасл Юнайтед» и сборной Греции. Выступает на правах аренды за клуб «Севилья».

## Клубная карьера
Одиссеас родился в семье иммигрантов из Греции. Он начал заниматься футболом в детских командах клубов «Ванген» и «Штутгарт».
25 февраля 2012 года Влаходимос дебютировал за «Штутгарт II» в третьей лиге против «Хайденхайм». 22 июня 2012 года он продлил контракт с «Штутгартом» до июня 2015 года. 29 августа 2015 года в матче против "Айнтрахт"дебютировал в Бундеслиге.
26 января 2016 года бесплатно перешел в «Панатинаикос». 3 апреля 2016 года Одиссеас дебютировал, в матче греческой Суперлиги с командой «Верия» (3:2), в котором вышел в основном составе.
В июле 2018 года стал игроком лиссабонской «Бенфики».
Начиная с февраля 2021 года, Влаходимос был недоволен тем, что потерял место в воротах в пользу Элтона Ляйте. Голкипер отыграл две игры — против «Витории Гимарайнш» и «Фамаликана» перед тем, как потерять место в основном составе. По информации газеты Record, футболист считает, что тренер клуба относится к нему несправедливо. Жоржи Жезус в свою очередь объяснял, что команда пропустила «несколько голов в простых ситуациях», из-за чего необходимо «поглядывать на альтернативы и менять некоторых игроков».
В октябре 2023 года дебютировал за «Ноттингем Форест».

## Международная карьера
С 2009 года Влаходимос начал выступать за сборные Германии различных возрастов. Был основным вратарем немецкой сборной на чемпионате Европы и юношеском чемпионате мира 2011, чемпион Европы 2017 года среди молодёжных команд.
Однако позже Влаходимос решил играть за историческую родину. 5 ноября 2018 года ФИФА разрешила ему сменить футбольное гражданство, а 9 ноября он был вызван Ангелосом Анастасиадисом в сборную Греции на матчи против Финляндии и Эстонии в рамках Лиги наций УЕФА. Дебютировал 15 ноября матчем против Финляндии (победа 1:0).

## Достижения
«Бенфика»
- Чемпион Португалии (2): 2018/19, 2022/23
- Обладатель Суперкубка Португалии: 2019